# ジャップ

「JAPS QUIT（ジャップ、降伏）」の見出しがついた現地紙の号外を見せるアメリカ兵（1945年のフランスにて）

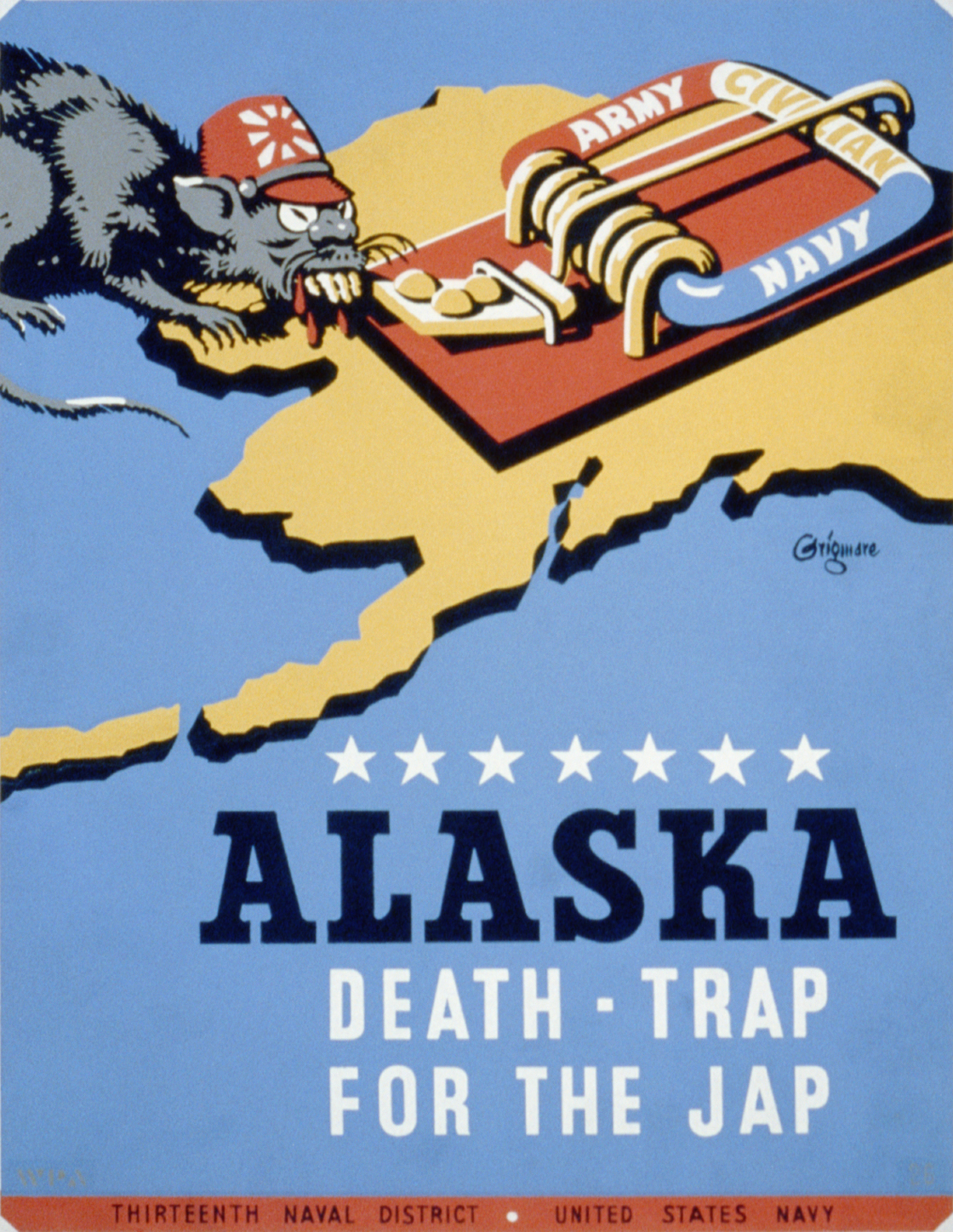
「ジャップ」という言葉が書かれた反日プロパガンダポスター：アラスカは日本にとっての死の罠

ジャップ (英: Jap) は、英語で日本人、日本語を意味する単語「Japanese」の略語であり、日本人への蔑称、人種差別用語として使用されることもある。蔑称としては、第二次世界大戦以前も一部では使用されていたが、日本の真珠湾攻撃を受けて日本への反感が爆発的に高まり、この用法が米国社会へと広がった。現在では、ほとんどこの用法は用いられていないが、歴史的な理由から一部の日系アメリカ人は苛烈な蔑称として捉える人も少なくない。

## 概要
古くは万延年間の江戸幕府の遣米使節に関する新聞報道にもこの表現が現れ、元来は単なる 英語: Japanese の短縮形であり、蔑称ではなかった。アメリカでも明治以後、日本人移民の増加とともに現地住民との摩擦が生じ、1930年代の日系移民排斥の風潮とともに蔑称や意味合いが強くなり、第二次世界大戦中には、抗日プロパガンダに盛んに使用されたため、蔑称として定着した。

### 日本国の公式表記
国名コードや言語コードなどに於ける Japan の公的な短縮形は JPN または JP が用いられる事が一般的である。

## 事例

このプロパガンダポスターで示すように、バターン死の行進は米国民を激怒させた。画像の新聞切り抜きは、バターン半島の出来事に言及している。ポスターには「人殺しジャップが殲滅されるまで手を休めるな！」と書かれている。

### アメリカにおける使用例
- 太平洋戦争中は多数の抗日プロパガンダの中で多用された。たとえばジョン・L・デウィット（英語版）中将は1942年2月14日の手紙で「A Jap's a Jap, and that's all there is to it.」(ジャップはジャップ。それ以上の何者でもない）と書いた[2]。ほか、戦時中には Tojo （東條英機）やNip（Nippon）も、日本軍への蔑称として使われたが、ほぼジャップに限られる[2]。
- ヘンリー・キッシンジャーは、1972年に田中角栄首相の日中国交正常化交渉に際して、"Jap" を用いて非難した。
- なお、「金持ちのユダヤ人の若者」を指す蔑称として同じ表記のJapがあり、これは Jewish-American princess の頭文字による[2]。

### 北朝鮮における使用例
2003年11月4日に行われた国連総会の本会議で、日本代表が朝鮮民主主義人民共和国を指して「North Korea」 (北朝鮮) と呼び続けていたため、北朝鮮代表の次席大使が抗議の意で、日本を「Jap」と呼んだことから、日本の次席大使が北朝鮮を非難し、国連総会議長ジュリアン・ロバート・ハントも「神聖な議場で、このような言葉を今後使うことのないよう希望する」と、北朝鮮側に対し伝えた。
2017年9月14日、北朝鮮の対日外交窓口である「朝鮮アジア太平洋平和委員会」は、日本が度重なる国連制裁に便乗したとして英語版で「Jap」を用いて「日本はわが国の近くに存在する必要はない」「日本人を叩きのめさなければならない」「日本列島四島を核爆弾で海に沈めなければならない」と声明を出した。また、朝鮮語でジャップに相当する蔑称の「チョッパリ」も使用された。日本政府は、これに「極めて挑発的な内容で言語道断」と北朝鮮に抗議した。

### オーストラリアにおける使用例
同じ英語圏のオーストラリアにおいても、Jap という語が蔑称として使われる事例がある。近年、オーストラリアは捕鯨問題をめぐって日本を特に強く非難してきた国のひとつであり、オーストラリアにおける反捕鯨運動の盛り上がりに便乗する形で挑発的なスローガンで知られるケアンズのレンタカー会社「Wicked Campers」がキャンピングカーに「SAVE A WHALE, HARPOON A JAP」 (クジラを救え、ジャップに銛を打ち込め) という反捕鯨スローガンを掲げるということが起きた。
また、捕鯨問題に関して、デイリー・テレグラフ紙の2008年2月21日オンライン版では「Japs turn backs on slaughter」 (ジャップどもは虐殺者に戻った) と言う見出しの記事を掲載したが、後に「Japanese turn backs on whaling」 (日本人は捕鯨を再開した) と修正された。
ただし、オーストラリア国内においては単にジャパニーズの省略形でJapを使う場合が多く (例、Jap Pumpkinが単に日本カボチャの意で使われている)、Japが必ずしも蔑称として使われているわけではないことには留意したい。

### ドイツ・ポーランドにおける使用例
ドイツ語版およびポーランド語版ウィキペディアにおいて、日本語の略称はすべてjap (ヤープ) と表記されている。(参照: Japan、Japonia)

## ニップ
ジャップと類似の蔑称として、Nippon (日本) を略した「ニップ」 (英語: Nip) がある。普及度は低いものの、Nippon (日本)、Nipponese (日本人) などの単語は英語単語として存在しており、第二次世界大戦中にはジャップと同様に蔑称としてNip (Nipponの略) やNips (Nipponeseの略) が使用された。なお、憎悪や侮蔑の度合いはジャップの方が上であった。
また、国名を現地語で表現する場合があるが、その際の Nippon の略称は NIP を避けて NPN とされている。
事例
2006年10月、イングランド・サマセットのセント・メアリー教会のマイケル・ウィシャート牧師が、教区回報のコラムにおいて、秋の朝の空気に冷たさを感じるという意味で「a little nip in the air」という表現を使用し (nipは「冷たいもの」と「日本人」の意味がある)、さらに続けて「which is what they said when they hanged the Japanese criminal! (それはまるで日本人犯罪者を縛り首にした時の光景さながらに)」と記した。ウィシャート牧師はこの文について冗談と主張したが、人種差別との批判がサマセットの人種差別撲滅団体からなされた。

## その他
- ジャップ・ミカド - アメリカの独立巡業プロ野球チームで日本人選手につけられたニックネーム→三神吾朗
- 新谷かおるのマンガ『バランサー』[18]は、当初日本人傭兵が主人公であることから「ジャップ」という題名であったが、小学館編集部によって途中から変更された。
- ポール・マッカートニーが1980年5月にリリースしたアルバム『マッカートニーII』に「Frozen Jap」というタイトルの曲が収録された。アルバム発売前の1980年1月の来日時に大麻所持で逮捕されていたという経緯もあり、日本人から顰蹙を買った。これに配慮して日本盤では「フローズン・ジャパニーズ」という曲名に変更された。